# Can Bonfadrí
Can Bonfadrí és una masia del poble de Bigues, a l'antic veïnat de Mont-ras, en el terme municipal de Bigues i Riells, a la comarca catalana del Vallès Oriental.
Està situada al nord-est del terme municipal, prop dels límits amb el de l'Ametlla del Vallès, al sud de Sant Bartomeu de Mont-ras. És a la dreta del Torrent de Can Bonfadrí, al sud-oest del Sot de Sant Bartomeu i al nord-oest del Turó de l'Arbocer, al nord de la Baga de l'Arbocer. A llevant seu i a l'altre costat del torrent de Can Bonfadrí es troba la Font de la Figuerota.
La construcció actual té els seus orígens en el segle xviii, tot i que ha estat modernitzada posteriorment.
Forma aquest veïnat, a més de modernes vil·les de nova construcció, amb l'església de Sant Bartomeu de Mont-ras, Can Bernat, Can Cauma, Can Siurans i Can Xesc.
Està inclosa en el «Catàleg de masies i cases rurals» de Bigues i Riells.